# عكبر (جنس)
العكبر (الاسم العلمي: Microtus) هو جنس من القوارض يتبع الفصيلة القدادية من رتبة القوارض.

## أنواع العكبر
- عكبر اجتماعي (الاسم العلمي:Microtus socialis)
- عكبر الجذور (الاسم العلمي:Microtus oeconomus)
- عكبر إيراني (الاسم العلمي:Microtus irani)
- عكبر أناضولي (الاسم العلمي:Microtus anatolicus)
- عكبر بافاري (الاسم العلمي:Microtus bavaricus)
- عكبر بلقاني (الاسم العلمي:Microtus felteni)
- عكبر جزيري (الاسم العلمي:Microtus abbreviatus)
- عكبر حقلي (الاسم العلمي:Microtus arvalis)
- عكبر داكن (الاسم العلمي:Microtus umbrosus)
- عكبر ريفي (الاسم العلمي:Microtus agrestis)
- عكبر غواتيمالي (الاسم العلمي:Microtus guatemalensis)
- عكبر كابريرا (الاسم العلمي:Microtus cabrerae)
- عكبر كازاخستاني (الاسم العلمي:Microtus ilaeus)
- عكبر كاليفورني (الاسم العلمي:Microtus californicus)
- عكبر مايجور (الاسم العلمي:Microtus majori)
- عكبر متناقض (الاسم العلمي:Microtus paradoxus)
- عكبر متوسطي (الاسم العلمي:Microtus duodecimcostatus)